# Promerops gurneyi
Lo zuccheriere di Gurney o zuccheriere del Natal, anche conosciuto come mangianettare di Gurney o mangianettare del Natal (Promerops gurneyi Verreaux , 1871) è un uccello passeriforme della famiglia dei Promeropidae.

## Etimologia

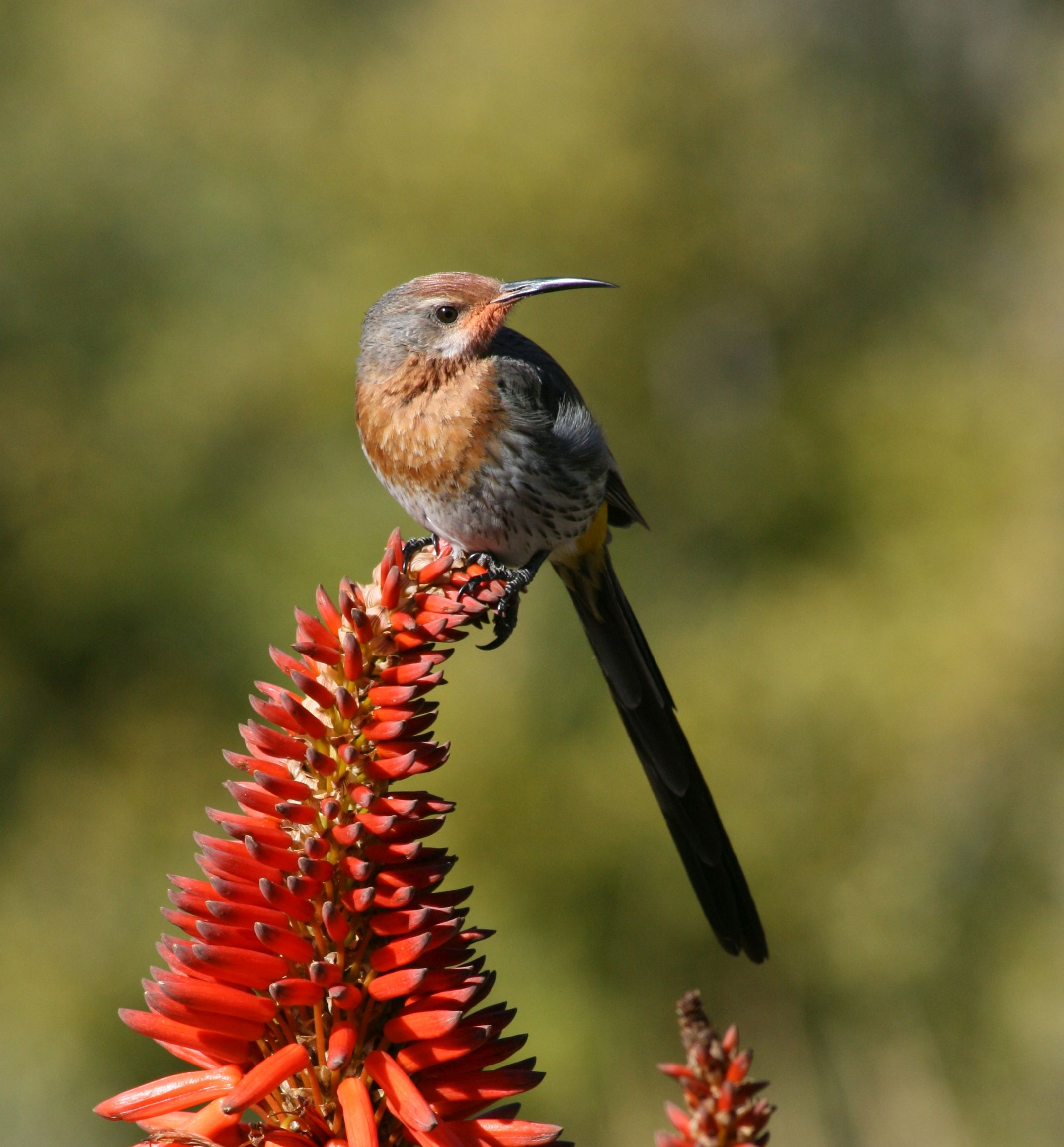
Esemplare nel parco nazionale Marakele.

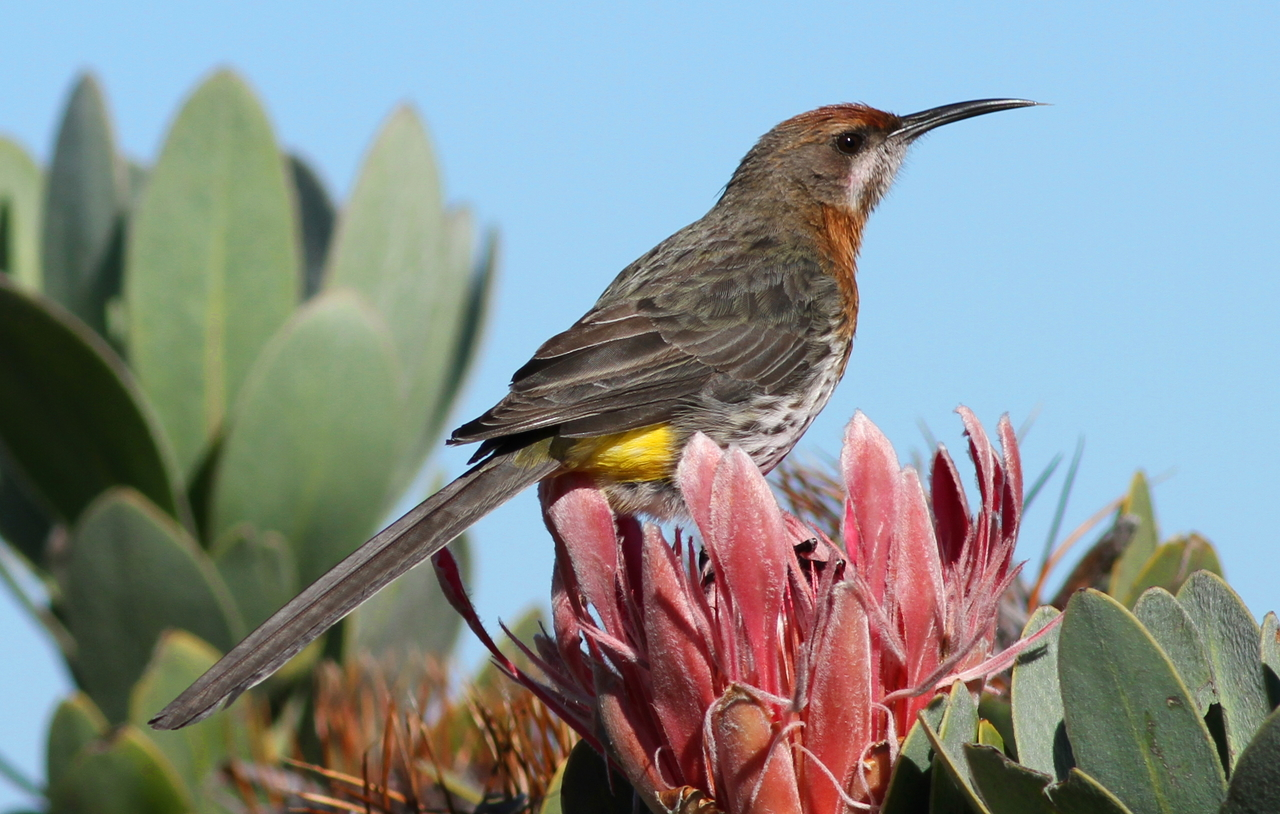
Esemplare in natura.

Il nome scientifico della specie, gurneyi, rappresenta un omaggio a John Henry Gurney.

## Descrizione

### Dimensioni
Misura 23–29 cm di lunghezza, per 23-46,5 g di peso: a parità d'età, i maschi sono lievemente più pesanti delle femmine.

### Aspetto
Si tratta di uccelli dall'aspetto slanciato, muniti di testa arrotondata con lungo e sottile becco appuntito e lievemente ricurvo verso il basso (più lungo nei maschi rispetto alle femmine), ali appuntite, zampe forti e coda piuttosto lunga.
Il piumaggio è grigio-bruno su testa, dorso, ali e coda (con queste ultime due parti che tendono a scurirsi, divenendo grigio-nerastre), con codione e sottocoda di colore giallo e ventre grigio-biancastro con singole penne dalla punta nerastra, a dare un effetto marmorizzato: sotto il becco è presente una bavetta biancastra con sfumature rosate, mentre fronte, la gola e la parte superiore del petto sono di colore rosso mattone, e sulle guance è presente una sfumatura metallica violacea.

Il dimorfismo sessuale è presente, con femmine più minute, munite di coda lievemente più corta e dalla colorazione meno vivace rispetto ai maschi.

## Biologia

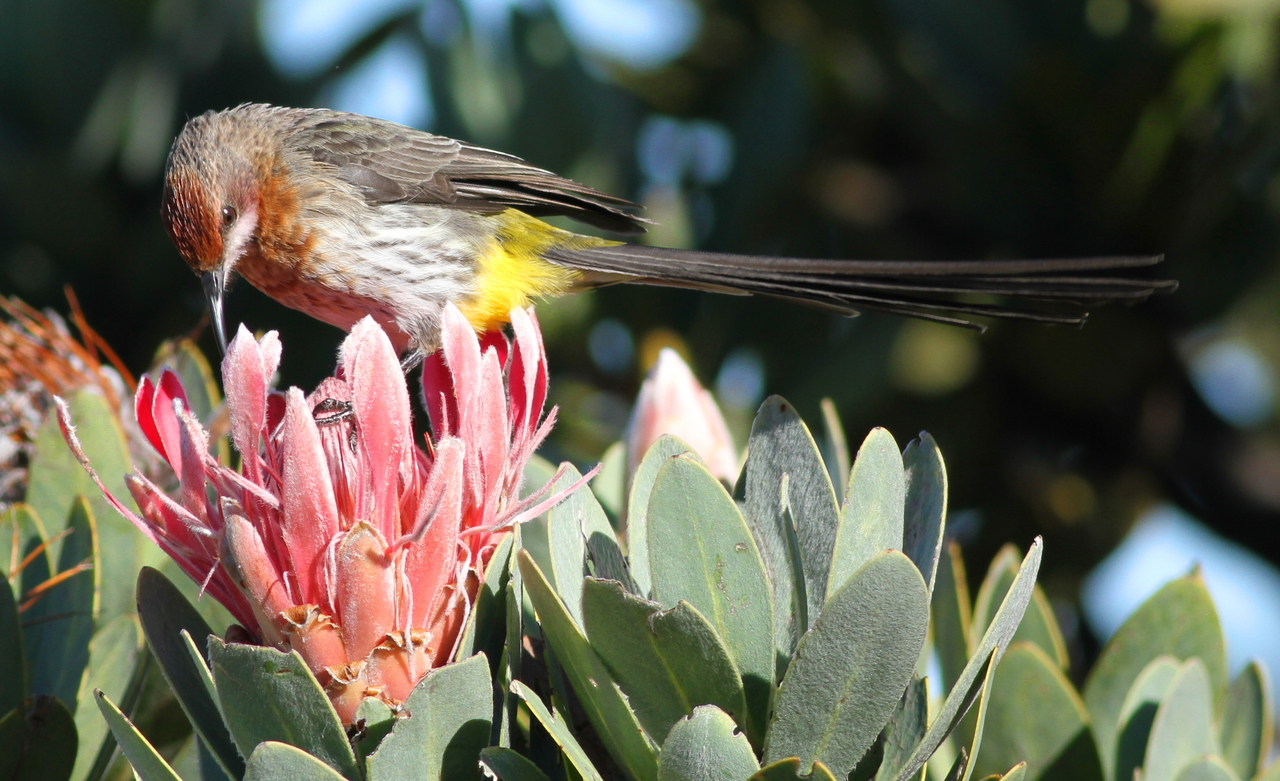
Esemplare si alimenta in natura.

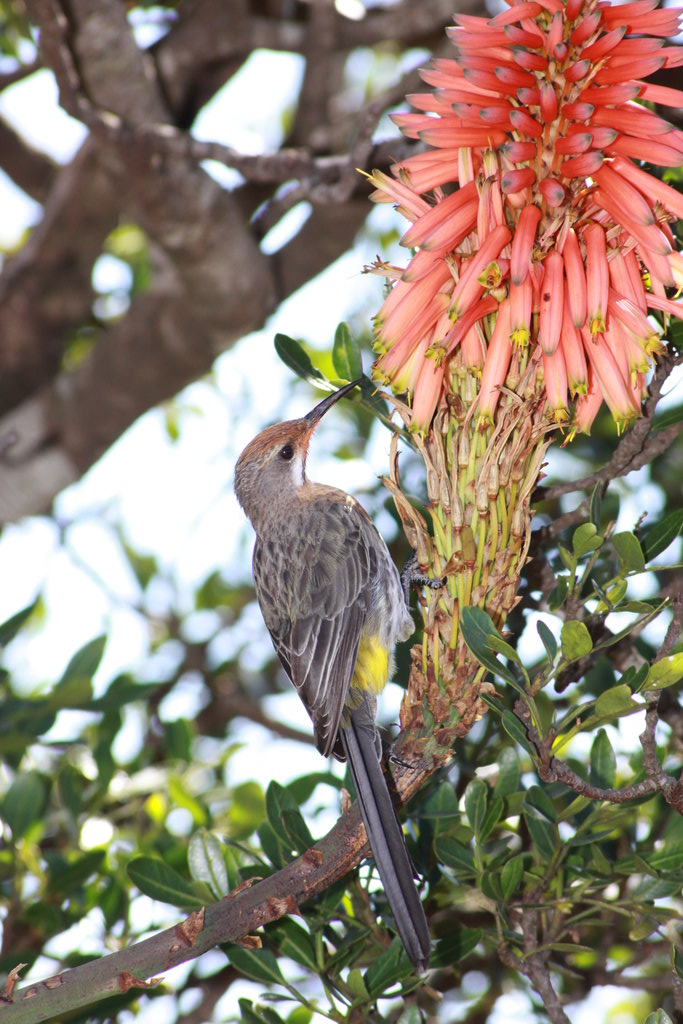
Femmina si alimenta da unAloe arborescens.

Si tratta di uccelli dalle abitudini diurne, che vivono perlopiù da soli o al limite in coppie, passando la maggior parte della giornata alla ricerca di cibo fra gli arbusti e i cespugli.
Il richiamo di questi animali è stridente e metallico, ricordando il rumore di un coltello che viene limato su una piastra metallica.

### Alimentazione

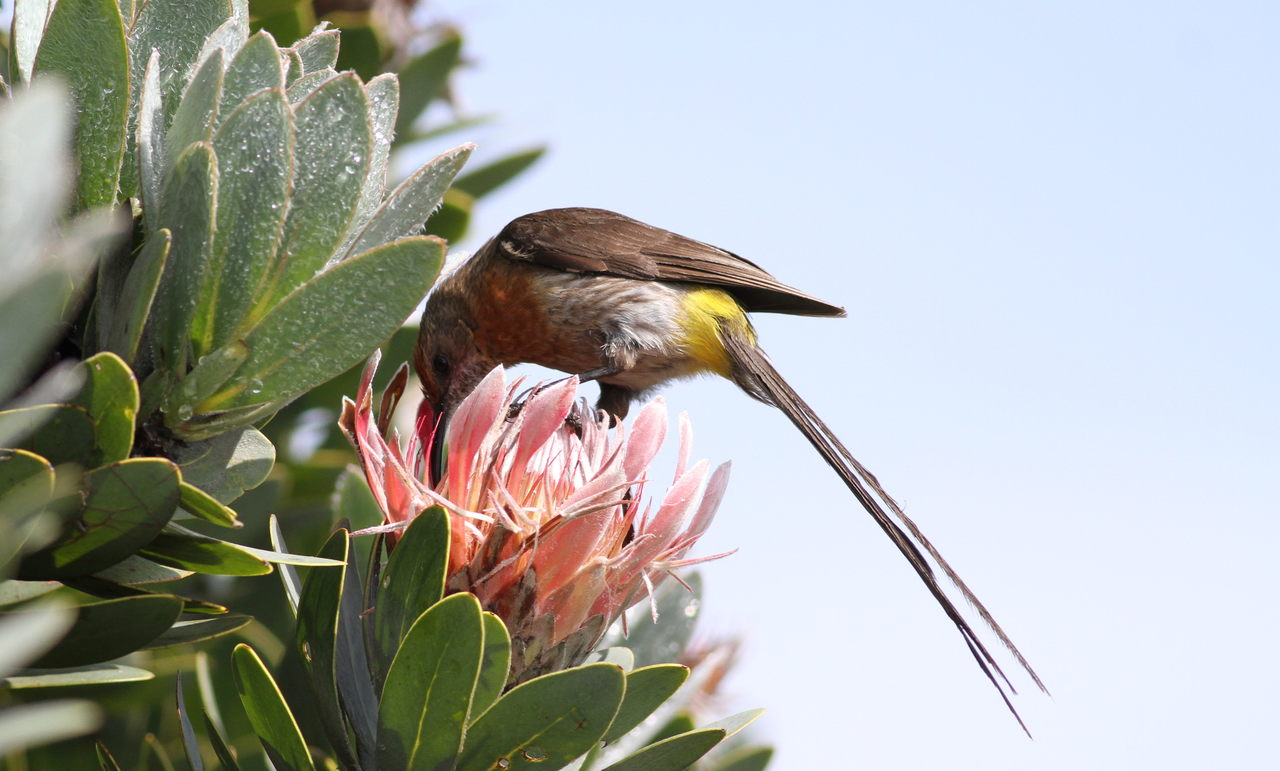
Esemplare si nutre nel Limpopo.

Si tratta di uccelli dalla dieta essenzialmente nettarivora, che grazie al lungo becco munito di lingua tubolare e dalla punta sfrangiata riescono a suggere il nettare dei fiori di numerose piante, perlopiù di protea e Greyia, che rappresenta gran parte della loro dieta: gli zuccherieri del Natal mostrano inoltre una componente insettivora della propria alimentazione, cibandosi di piccoli insetti e ragni rinvenuti durante la ricerca dell'alimento principale.

### Riproduzione
La stagione riproduttiva va da settembre a febbraio, coincidendo col picco di fioritura delle protee in modo tale da assicurare alla prole un abbondante quantitativo di nutrimento: si tratta di uccelli monogami, nei quali il maschio si occupa principalmente di difendere il territorio e la femmina da eventuali intrusi, mentre quest'ultima si fa carico esclusivo sia della costruzione del piccolo nido a coppa fra i cespugli, che della cova delle 2-3 uova (che dura circa venti giorni) e dell'allevamento dei nidiacei, che s'involano a tre settimane e si allontanano ad un mese e mezzo circa di vita.

## Distribuzione e habitat

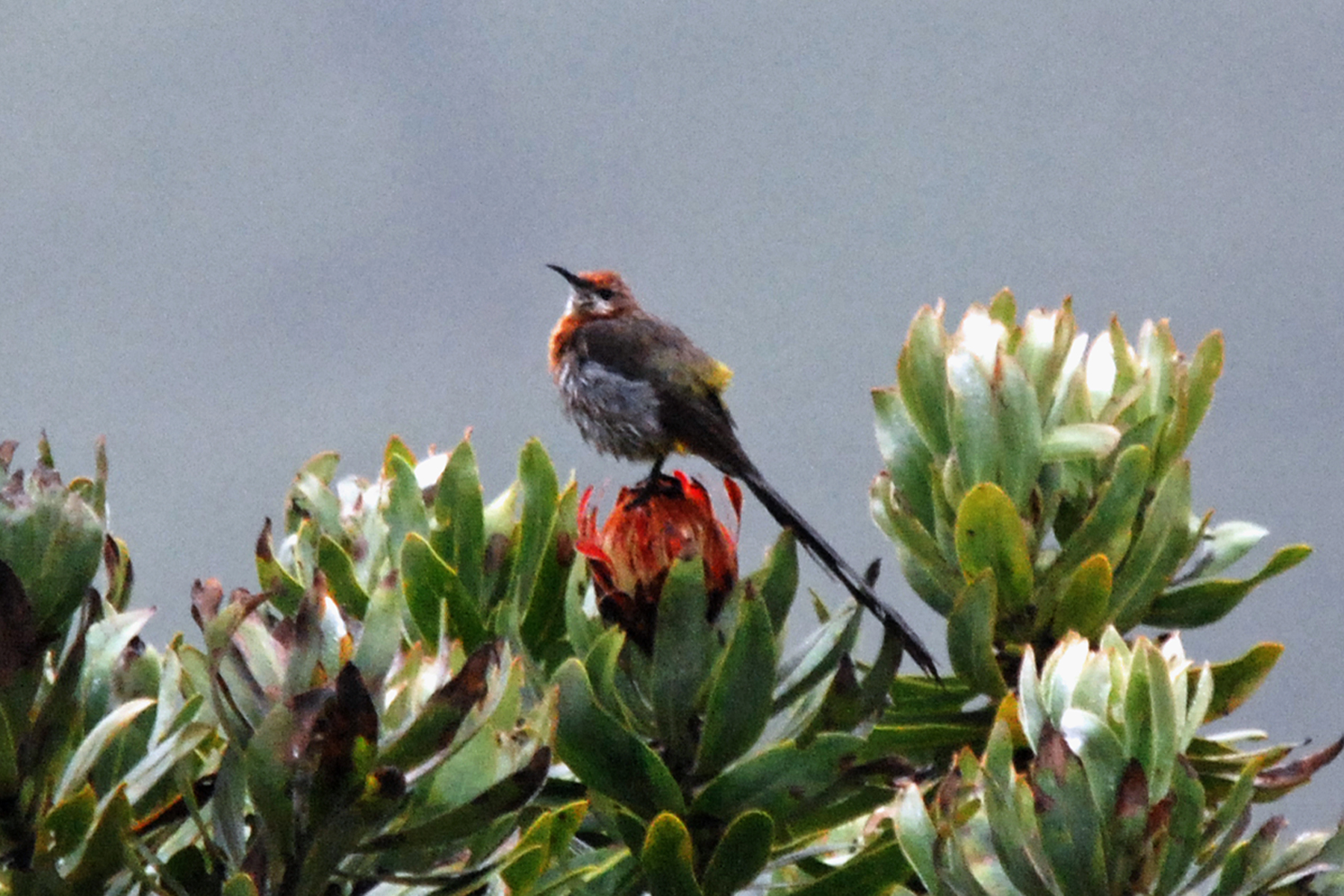
Esemplare nel KwaZulu-Natal.

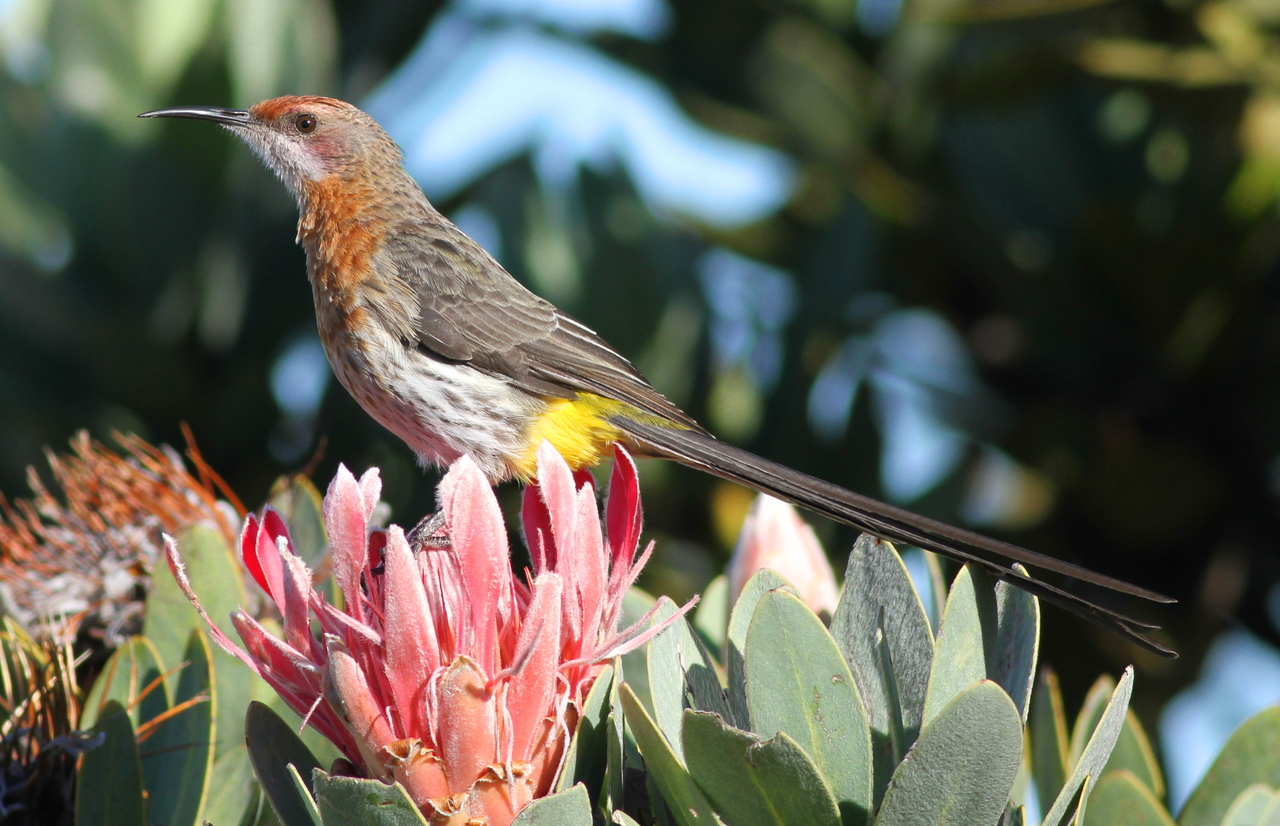
Esemplare nel parco nazionale Marakele.

Lo zuccheriere di Gurney è endemico dell'Africa orientale meridionale, occupando un areale piuttosto frammentario che comprende la striscia di confine fra Zimbabwe orientale e Mozambico occidentale, l'estremo sud del Mozambico e le province del Limpopo e del Natal in Sudafrica, nonché il Lesotho nord-orientale, seguando le pendici orientali dei Drakensberg.
L'habitat di questi uccelli è rappresentato dalle aree cespugliose collinari e montane a prevalenza di protee.

## Tassonomia
Se ne riconoscono due sottospecie:
- Promerops gurneyi gurneyi Verreaux , 1871 - la sottospecie nominale, diffusa in Sudafrica;
- Promerops gurneyi ardens Friedmann, 1952 - diffusa nella porzione più settentrionale dell'areale occupato dalla specie;